# Tensiomètre à plaque de Wilhelmy

Illustration d'une plaque de Wilhelmy. La force capillaire F sur la plaque est proportionnelle au périmètre mouillé (2w+2d) et à la tension superficielle, γ, à l'interface air-liquide.

Le tensiomètre à plaque de Wilhelmy est un appareil de mesure de la tension superficielle d'un liquide à l'équilibre dont la particularité est d'utiliser une fine plaque reliée à une balance de précision. Cette plaque est perpendiculaire à l'interface air-liquide ou liquide-liquide à étudier et l'on mesure la force exercée sur cette plaque. Ce tensiomètre est basé sur le travail de Ludwig Wilhelmy. Elle a trouvé de nombreuses utilisations dans la préparation et l'étude des films de Langmuir-Blodgett.
Les normes NF EN 14210 et NF EN 14370 décrivent cette technique ainsi qu’une technique proche, celle de l'anneau de du Noüy.

## Description
Une plaque de Wilhelmy est une mince plaque de quelques cm2, faite de papier filtre, de verre ou de platine ayant subi, éventuellement, un traitement de surface pour une mouillabilité optimale. En fait, le matériau utilisé n'a pas d'importance tant qu'il reste inerte et qu'il est mouillable par le liquide. En revanche, il est essentiel que la surface soit absolument exempte de toute souillure et donc être soit à usage unique, soit facile à nettoyer avec les oxydants les plus forts comme l'acide sulfochromique, d'où le choix du platine comme métal. La force exercée sur la plaque est mesurée par une microbalance qui fournit la valeur de la tension superficielle, γ (gamma), grâce à l'équation de Wilhelmy.